# Protocollo di Maputo
Il protocollo di Maputo è un trattato sui diritti delle donne in Africa adottato dall'Unione Africana (UA) l'11 luglio 2003 a Maputo, in Mozambico, nel contesto degli accordi definiti dalla Carta africana dei diritti dell'uomo e dei popoli. Il progetto del protocollo prese avvio nel 1995, in un incontro dei capi di Stato dei paesi membri dell'UA.

## Storia
Il trattato è composto da 32 articoli che impegnano i paesi che lo ratificano ad adeguare la propria legislazione interna introducendo una serie estesa di diritti delle donne, tra cui il diritto alla dignità, alla vita, all'integrità psichica, all'eredità alla morte del marito, al possesso della terra, all'istruzione, al matrimonio consensuale, alla contraccezione e all'autonomia della pianificazione familiare. Nel protocollo vengono anche condannate formalmente per la prima volta tutte le pratiche tradizionali lesive dell'integrità fisica e psichica delle donne, come le mutilazioni genitali femminili (art. 5).
Il protocollo di Maputo è entrato in vigore il 25 novembre 2005 a seguito del conseguimento delle 15 ratifiche necessarie; a oggi è stato firmato da 42 paesi dell'Unione Africana e ratificato da 20.
In Italia, il protocollo di Maputo ha trovato indirettamente riscontro nella legge n. 7/2006, cosiddetta legge Consolo, che tuttavia non menziona il documento.

## Paesi

Processo di ratifica del protocollo di Maputo
Ratificato
Acceduto
Sottoscritto, non ratificato
Non sottoscritto, non ratificato
Territori marittimi di Spagna, Francia, Portogallo e Regno Unito

Ratificato
     Acceduto
     Sottoscritto, non ratificato
     Non sottoscritto, non ratificato
     Territori marittimi di Spagna, Francia, Portogallo e Regno Unito

### Firmatari
Algeria, Angola, Benin, Burkina Faso, Burundi, Camerun, Repubblica Centrafricana, Ciad, Costa d'Avorio, Comore, Gibuti, Repubblica Democratica del Congo, Guinea Equatoriale, Etiopia, Gabon, Gambia, Ghana, Guinea-Bissau, Guinea, Kenya, Libia, Lesotho, Liberia, Madagascar, Mali, Mozambico, Mauritius, Namibia, Nigeria, Niger, Ruanda, Sudafrica, Repubblica Democratica Araba dei Sahrawi, Senegal, Seychelles, Sierra Leone, Somalia, Sudan, Swaziland, Tanzania, Togo, Tunisia, Uganda, Zambia, Zimbabwe

### Ratificanti
Angola, Benin, Burkina Faso, Capo Verde, Comore, Gibuti, Gambia, Ghana, Libia, Lesotho, Liberia, Mali, Malawi, Mozambico, Mauritania, Namibia, Nigeria, Ruanda, Sudafrica, Senegal, Seychelles, Tanzania, Togo, Zambia, Zimbabwe